# 绮园
绮园俗称冯家花园，为位于中国浙江省嘉兴市海盐县武原街道海滨东路44号（原城内混堂弄口）的一座古典园林，东西分别邻新桥北路和绮园路，南临海滨东路及市河，北临文昌东路。该园采用以自然山水景色为主的造园手法，既吸取了苏州、扬州园林的长处，又具有浙江地方特色，现为浙江保存最好、规模最大的私家园林，园林学家陈从周认为绮园“水随山转、山因水活”，赞誉“此园浙中数第一”。

## 历史
该园由清代富商冯缵斋所建，此处原有明代旧园拙宜园和砚园，后被清代诗人、剧作家黄燮清购得，并被作为其次女黄琇陪奁归冯缵斋，咸丰时两园均毁于兵火，同治年间冯缵斋集两废园山石精粹修筑此园，取“妆奁绮丽”之意命名为绮园。1949年后冯氏后裔将园宅献给政府，1960年至1961年被辟为嘉兴专区工人疗养院，1963年对外开放，1967年重修并更名为人民公园，1985年6月恢复原名。中央电视台曾在此拍摄电视剧《红楼梦》、《聊斋》等。

## 建筑
该园分住宅、园林两部分，住宅部分建于清同治九年（1870），建筑面积约800平方米，原有门厅、大厅和堂楼（内宅）等，大厅名三乐堂，今仅存最后一进堂楼，面阔七间二层，进深九檩，硬山顶，前有砖雕门楼，门额砖雕题“竹苞松茂”四字，其余两进为2006年重建。
园林部分建于次年，位于住宅东北侧，占地约十五亩（约10000平方米，其中水面约2000平方米），呈不规则长方形，南北长东西短，前窄后阔。园内以树木山池为主，其中树木近千株，古树名木60余株，树种包括皂荚、紫藤、雀梅藤、樟树、黄杨以及银杏等，建筑物略作点缀（仅“潭影轩”、“小隐亭”、“滴翠亭”、“风荷轩”四座）。园区基本格局为三山夹两池，由南、中、北三座假山夹峙南北两区。南区北侧建有主要厅堂潭影轩（四面厅），厅前凿池叠山，池上以九曲小桥连接登山步道。北区为开阔的山水景区，水池居西南，池中建有三桥（九曲桥、四剑桥、罨画桥）、二堤，西北岸筑有风荷轩（水榭），池之东、北均环以大假山，其主峰上建有小隐亭（六角亭），为全园最高点，登亭全园在望，东南山脚下建有滴翠亭（四角亭），西北角叠以深谷，谷内有潭、潭中有岛，四周山陡峰险，如入深山。